# Підлий Піт
«Підлий Піт» (також «Підступний Піт», англ. Sneaky Pete) — американський кримінальний драматичний серіал, створений Девідом Шором і Браяном Кренстоном. Серіал розповідає про Маріуса Йосиповича (Джованні Рібізі), звільненого злочинця-шахрая, який приймає особу свого співкамерника Піта Мерфі, щоб уникнути проблем з минулого життя. У серіалі також знімаються Марін Айрленд, Шейн Мак-Рей, Лібе Барер, Майкл Дреєр, Пітер Джереті та Марго Мартіндейл.
Пілотний епізод вийшов 7 серпня 2015 року, а у вересні того ж року послідувало замовлення на повний сезон серіалу. Девід Шор покинув проєкт на початку 2016 року та був замінений Ґремом Йостом, який став виконавчим продюсером і шоуранером для решти дев'яти епізодів. Повна прем'єра першого сезону відбулася 13 січня 2017 року ексклюзивно на Amazon Prime Video. 19 січня 2017 року Amazon оголосила, що «Підлий Піт» продовжений на другий сезон, який вийшов 9 березня 2018 року. 28 липня 2018 року Amazon оголосила, що серіал продовжено на третій сезон, який вийшов 10 травня 2019 року. 4 червня 2019 року Amazon скасувала серіал після трьох сезонів.

## Зміст
У центрі сюжету «Підступного Піта» шахрай Маріус Йосипович, що виходить із в'язниці та одразу розуміє, на нього полює гангстер, якого він колись пограбував. Не маючи більше куди звернутись, Маріус ховається, удаючи з себе свого співкамерника Піта, та «возз'єднується» з сім'єю Піта, яка не має жодних причин підозрювати, що він не їхній давно втрачений Піт.

## Актори та персонажі

### Головні
- Джованні Рібізі — Маріус Йосипович / Піт Мерфі
- Марін Айрленд — Джулія Боуман
- Шейн Мак-Рей — Тейлор Боумен
- Лібе Барер — Карлі Боумен
- Майкл Дреєр — Едді Йосипович (сезон 1)
- Пітер Джереті — Отто Бернгардт
- Марго Мартіндейл — Одрі Бернгардт
- Джейн Адамс — Меггі Мерфі (сезон 2, гостьова — сезон 3)

### Повторювані
- Ітан Ембрі — справжній Піт Мерфі
- Браян Кренстон — Вінс Лоніган (сезон 1)
- Віктор Вільямс — Річард (сезон 1)
- Кароліна Видра — Кароліна (сезон 1)
- Джейкоб Піттс — Ленс Лорд
- Майкл О'Кіф — детектив Вінслоу (сезон 1)
- Вірджинія Кулл — Кеті Бойд (сезон 1, гостьова — сезон 2)
- Елісон Райт — Марджорі
- Майк Г'юстон — Денніс
- Тобіас Сігал — Шон
- Бред Вільям Генке — Брендон Бойд (сезон 1)
- Жете́ Лоренс — Еллен
- Джастін Котсонас — Шеннон
- Кевін Чепмен — Бо Локлі
- Джей О. Сандерс — Сем
- Ческей Спенсер — Чейтон Докері
- Рене Іфра — Валі
- Жасмін Кармайкл — Джина (сезони 1-2)
- Педж Вахдат — Радж Кумар Мукерджі (сезон 1)
- Макс Дарвін — Тейт
- Джеффрі Де Серрано — Аявамат
- Малькольм-Джамал Ворнер — Джеймс Беґвелл
- Чарлі Лі — Джозеф Лі (сезони 1-2)
- Бен Верін — Леон Портер (сезони 1-2)
- Доменік Ломбардоцці — Ейбрахам Персікоф (сезон 1)
- Дебра Монк — Конні Персікоф (сезон 1)
- Джозеф Лайл Тейлор — Френк (сезони 1-2)
- Майкл ДеМелло — Майкі (сезон 1)
- Дезмонд Гаррінгтон — Джо (сезони 1-2)
- Девід Каллавей — Бако (сезон 2)
- Джессі Ленат — Ей Джей
- Майкл Обергольтцер — Колін (сезон 2)
- Дженніфер Феррін — Джойс Робі (сезон 2)
- Міріам Моралес — учителька (сезон 2)
- Джон Елс — Люк Делчев (сезон 2)
- Сара Томко — Сюзанна (сезон 2)
- Кріс Ешворт — Міро (сезон 2)
- Жюстін Люпе — Ханна (сезон 2)
- Ефрат Дор — Ліззі ДеЛаурентіс (сезон 3)
- Джефф Росс — Даг Декер (сезон 3)
- Леонардо Нам — Александр Парк-Сун (сезон 3)
- Рікі Джей — Ті Ейч Віньєтті (3 сезон)[14]
- Даррен Петті — Чак Джонсон (3 сезон)
- Стефані Фарасі — Дотті (3 сезон)
- Шарлейн Вудард — Гікі (3 сезон)
- Емі Ландекер — Лоррейн Шеффілд (сезон 3)
- Майкл Еммет Волш — Текс Гопкінс (3 сезон)
- Патрік Джей Адамс — Стефан Кілбейн (сезон 3)

### Гостьові
- Рорі Калкін — Гевін
- Вейн Дюваль — Чарльз Мак-Грегор
- Стів Вібі — Стівен Девідсон

## Епізоди
| Сезони | Кількість епізодів | Кількість епізодів | Прем'єра       |
| ------ | ------------------ | ------------------ | -------------- |
| 1      | 10                 | 1                  | 7 серпня 2015  |
| 1      | 10                 | 9                  | 13 січня 2017  |
| 2      | 10                 | 10                 | 9 березня 2018 |
| 3      | 10                 | 10                 | 10 травня 2019 |

## Виробництво

### Розробка
У листопаді 2014 року CBS погодилася зняти «Підлого Піта». Офіційна пілотна серія була знята в Нью-Йорку в березні 2015 року. 8 травня CBS вирішила відмовитися від пілотної серії, а також скасувати інший серіал Девіда Шора в мережі, «Баттл-Крік». Через два дні було повідомлено, що пілотний проєкт може перейти до кабельних мереж, і багато хто проявив інтерес до цього.
У червні повідомлялося, що Amazon веде переговори про те, щоб підібрати пілот, з деякими налаштуваннями та можливими незначними перезйомками, перш ніж зробити його доступним для глядачів. Пілотний епізод був випущений на Amazon 7 серпня 2015 року, а 2 вересня 2015 року замовлений повний сезон.
У березні 2016 року було оголошено, що Шор покине проєкт і його замінить Ґрем Йост, який обійме посаду виконавчого продюсера та шоуранера. Початок виробництва повного сезону було відкладено, щоб забезпечити заміну.
Прем'єра другої та решти серій першого сезону відбулася 13 січня 2017 року.

## Сприйняття

### Реакція критиків
Перший сезон «Підлого Піта» отримав позитивні відгуки критиків. Rotten Tomatoes дав першому сезону оцінку 97 % на основі 31 рецензії критиків, з консенсусом критиків: «Напружений, розумний і приголомшливий акторський склад, „Підлий Піт“ — це частково драма, частково кримінальна казка і загалом розважальний». Metacritic поставив першому сезону 76 балів зі 100 на основі 27 відгуків критиків.
Другий сезон «Підлого Піта» також отримав позитивні відгуки критиків. Rotten Tomatoes дав другому сезону 92 % рейтингу на основі 12 рецензій критиків, причому критики погодилися: «Другий сезон „Підлого Піта“ повторює витонченість свого попередника зі спритністю оповідання та чудово закрученими каперсами, хоча нам дуже не вистачає значущості Браяна Кренстона».
Третій сезон «Підлого Піта» продовжував отримувати позитивні відгуки критиків, а Rotten Tomatoes поставили йому 100 % рейтинг на основі п'яти відгуків критиків.

### Нагороди та номінації
Марго Мартіндейл у 2017 році була номінована на премію «Вибір критиків» як найкраща акторка другого плану в драматичному серіалі.

## Інше
- «Підлий Піт» — назва третього епізоду серіалу «Сім'я Малуф: Шлях до успіху» (2022)[26].